# コロナ (曲)
「コロナ」は、サクラメリーメンが2007年4月25日にリリースした、4枚目のマキシシングルである。

## 概要
- 前作から2ヶ月ぶりのシングル。
- サイハテホーム以来となる、テレビCMソングに起用された。
- 初回生産分のみ、『為せば為る! コロナカレンダー』と題した特製カレンダーカード、5月23日に発売の1stアルバム「ロングロード・オデッセイ」の楽曲が試聴可能なスペシャルサイトのアクセスのお知らせが封入されている。
- 2022年現在、廃盤となっている。

## ジャケット
- 明暗のコントラストが美しい仕上がりで、太陽が燃えて光る瞬間をイメージし、その太陽の中央ににわとりが立っている。

## 収録曲
1. コロナ
駿台予備学校2007年CMソング
2. バイバイビー

## 収録アルバム
- 1stアルバム「ロングロード・オデッセイ」(#1)